# Am Wefershof 9 e (Mönchengladbach)

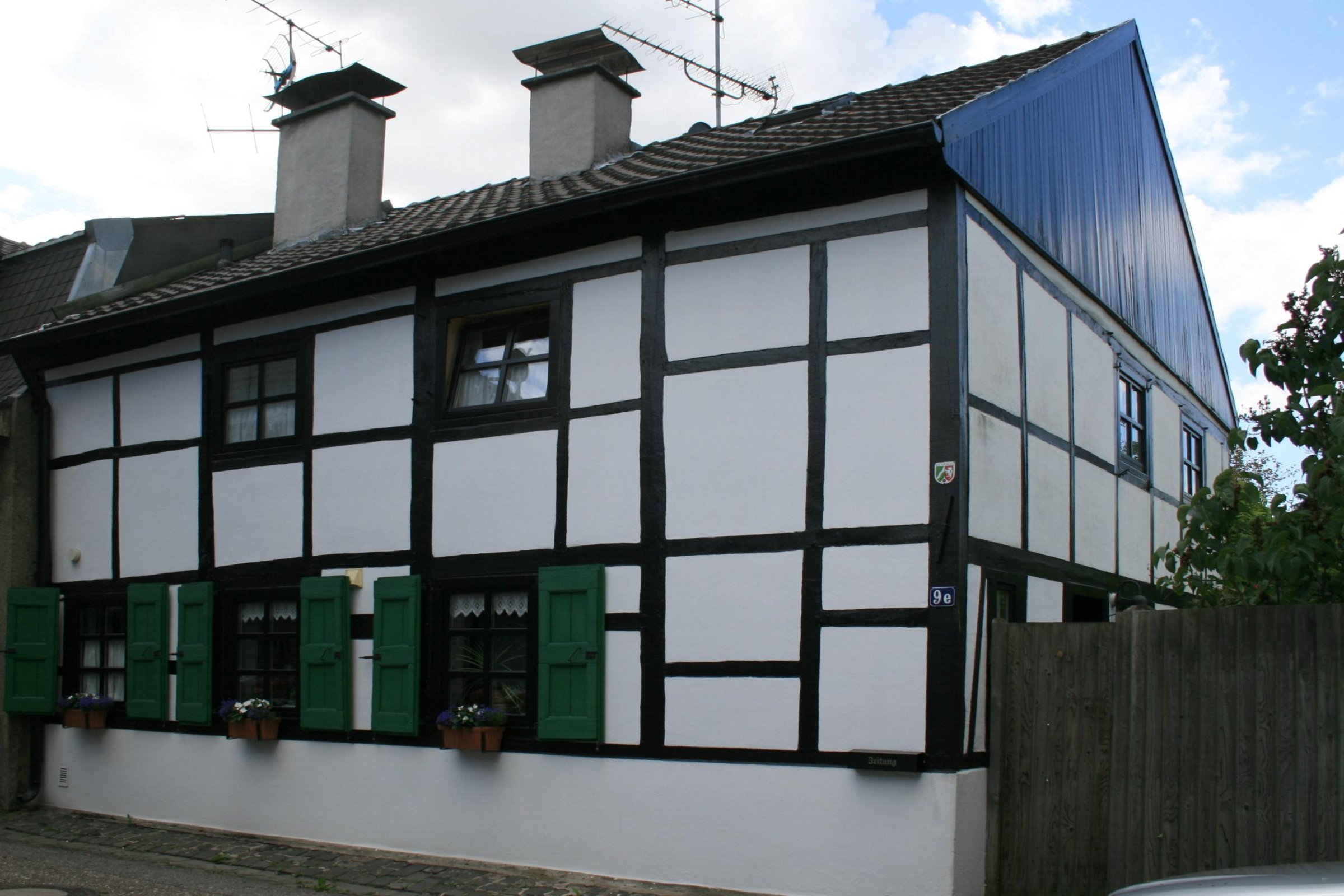
Fachwerkhaus Am Wefershof 9 e (2010)

Das Fachwerkhaus Am Wefershof 9 e steht im Stadtteil Bonnenbroich-Geneicken von Mönchengladbach in Nordrhein-Westfalen. Es wurde in der Mitte des 18. Jahrhunderts erbaut. Das Haus ist unter Nr. A 005 am 4. Dezember 1984 in die Denkmalliste der Stadt Mönchengladbach eingetragen worden.

## Architektur
Das Objekt 9e ist ein zweigeschossiges Fachwerkhaus mit Ständerwerk und einem Satteldach. Im Erdgeschoss sind straßenseitig drei kleine Fenster vorhanden mit originalen zweiteiligen Fensterläden. Im Obergeschoss darüber zwei Einzelfenster mit jeweils Kreuzsprossenteilung. An der Nordseite, dem Giebel, befinden sich der Hauseingang und drei Fenster im Erdgeschoss, sowie im Obergeschoss zwei Fenster mit Kreuzsprossenteilung. Zwischen den Fenstern zur Straße ist auf einem Sturz hinter den Blendläden ein Teil eines Bibeltextes eingeschnitzt, der lautet Denn wir haben hier keine bleibende Stadt, Anno 1747 den 15 May, Hebräer, Kapitel 13, Vers 14.
Es schließt sich ein kleinteiliger, gut gepflegter Garten an. Darin enthalten ist ein zusätzlicher vermutlich ehemaliger Stall- und Wirtschaftsbau mit Satteldach in original Fachwerkkonstruktion.